# Magnetisatie
De magnetisatie of magnetisering is een maat voor hoe een materiaal reageert op een magnetisch veld. Daarnaast beschrijft de magnetisatie hoe een materiaal het magnetisch veld verandert. Magnetisatie kan vergeleken worden met elektrische polarisatie, wat een maat is voor hoe een materiaal reageert op een elektrisch veld. 
De magnetisatie M is een vectorgrootheid en is gedefinieerd als de hoeveelheid magnetisch moment per volume-eenheid:
{\displaystyle \mathbf {M} ={\frac {N}{V}}\mathbf {m} =n\mathbf {m} }
Hierin is m het magnetisch moment, N het aantal magnetische momenten en V het volume. De grootheid n is gedefinieerd als N/V en staat voor de dichtheid van de magnetische momenten. 
Het verband tussen B en H wordt gegeven met behulp van de magnetisatie M:
{\displaystyle \mathbf {B} =\mu _{0}(\mathbf {H} +\mathbf {M} )}
Hierin is μ0 de magnetische veldconstante, per definitie gelijk aan 4π 10−7 kg m/C.
De relatie tussen M en H is in veel materialen (waaronder veel paramagneten en diamagneten) lineair:
{\displaystyle \mathbf {M} =\chi \mathbf {H} }
waarin χ de magnetische susceptibiliteit is. Voor zulke materialen is dus, met {\displaystyle \mu =\mu _{0}(1+\chi )}:
{\displaystyle \mathbf {B} =\mu \mathbf {H} }.
In ferromagneten is er echter geen een-op-een relatie tussen M en H ten gevolge van hysterese.

## Magnetische polarisatie
Samenhangend met de magnetisatie is de magnetische polarisatie {\displaystyle \mathbf {P} _{m}}, gedefinieerd als het verschil van de magnetische-fluxdichtheid {\displaystyle \mathbf {B} } in het medium en de magnetische-fluxdichtheid {\displaystyle \mu _{0}\mathbf {H} } in vacuüm:
{\displaystyle \mathbf {P} _{m}=\mathbf {B} -\mu _{0}\mathbf {H} }.
Er geldt dus:
{\displaystyle \mathbf {P} _{m}=\mu _{0}\mathbf {M} }.

## Maxwellvergelijkingen
De elektrische en magnetische velden worden beschreven met behulp van de Maxwellvergelijkingen:
| {\displaystyle \quad \nabla \cdot \mathbf {D} =\rho }                                                     | {\displaystyle \quad \nabla \cdot \mathbf {B} =0}                                              |
| {\displaystyle \quad \nabla \times \mathbf {H} -{\frac {\partial \mathbf {D} }{\partial t}}=\mathbf {J} } | {\displaystyle \quad \nabla \times \mathbf {E} +{\frac {\partial \mathbf {B} }{\partial t}}=0} |
Hierin staat E voor de elektrische veldsterkte en B voor de magnetische inductie, die de krachten bepalen die respectievelijk de elektrische lading (weergegeven met de ladingsdichtheid ρ) en de elektrische stroom (weergegeven met de stroomdichtheid J) ondervinden. De daarmee samenhangende diëlektrische verplaatsing D en magnetische veldsterkte H geven aan hoe materie reageert op de aanwezigheid van E en B. 
De magnetisatie M zorgt voor een bijdrage aan de stroomdichtheid J, die de magnetisatiestroom wordt genoemd:
{\displaystyle \mathbf {J_{m}} =\nabla \times \mathbf {M} }
Hierdoor wordt de totale stroomdichtheid gegeven door: 
{\displaystyle \mathbf {J} =\mathbf {J_{vrij}} +\nabla \times \mathbf {M} +{\frac {\partial \mathbf {P} }{\partial t}}}
waarbij Jvrij de stroomdichtheid van de vrije ladingen is (ook wel de vrije stroom genoemd). De tweede term is de bijdrage ten gevolge van de magnetisatie en de derde term is gerelateerd aan de elektrische polarisatie P.